# María Fernanda Palacios
María Fernanda Palacios (Caracas, Venezuela, 26 de octubre de 1945) es una escritora venezolana y profesora de literatura en la Universidad Central de Venezuela.

## Biografía

### Primeros años
Es hija de la pintora Luisa Palacios y hermana de la mezzosoprano Isabel Palacios. Gracias a la influencia de su madre con temple artístico, desde temprana edad estuvo rodeada de un entorno rico en creatividad y diversidad en la casa caraqueña de su infancia. «El taller», como fue bautizado el proyecto materno, acogía diariamente a importantes personalidades de la movida artística en Venezuela: bailarines, pintores y escritores como Miguel Otero Silva y Pablo Neruda, por nombrar algunos.
Su familia era culta y estaba acostumbraba a protagonizar tertulias sobre libros, lugares del mundo e ideas, así como diversas manifestaciones culturales, cosas que fueron despertando en la joven María Fernanda el deseo de seguir la tradición lectora y cultural de su linaje.
Vivió el rico apogeo cultural que tuvo lugar en Caracas tras la caída de la dictadura de Marcos Pérez Jiménez en 1958. Durante su etapa de estudiante universitaria, participaba en los eventos artísticos que se llevaban a cabo en la Biblioteca Nacional, en el Ateneo de Caracas y en diversos lugares emblemáticos del oeste caraqueño.

### Educación formal
- Licenciada en Letras de la Universidad Central de Venezuela
- Postgrado en el University College y en el Warburg Institute (Universidad de Londres)

### Influencias
Sus profesores de pregrado influyeron en ella, como Federico Riu de Filosofía; Ángel Rosenblat de Filología; Guillermo Sucre de literatura francesa y Gustavo Díaz Solís. También asegura que profesores como Jaime López-Sanz, Rafael Cadenas, Michaelle Ascencio, Rafael López Pedraza y Marco Rodríguez, quienes participaron con ella en el proceso de renovación de la Escuela de Letras de la Universidad Central de Venezuela, contribuyeron ampliamente a su formación cultural y docente. Incluso algunos de sus alumnos, hoy en día son discípulos y profesores de literatura que enriquecen su vida académica, como es el caso del escritor Rafael Castillo Zapata y el crítico literario Jorge Romero León.

### Trayectoria
Empezó a dar clases en 1969, a la temprana edad de 24 años y continúa activa en la actualidad; lleva más de cuatro décadas ejerciendo la docencia y enriqueciendo el ámbito académico de la Escuela de Letras de la Universidad Central de Venezuela. Fue directora en dicha escuela entre los años 1984 y 1987, período en el que cultivó su pasión por la enseñanza y tuvo una destacada gestión. Ha contribuido a la cultura y a la academia venezolana desde diversas posiciones:
- Representante legal electo al Consejo de la Facultad de Humanidades y al Consejo Universitario de la Universidad Central de Venezuela.
- Jefa del departamento de Educación del Museo de Bellas Artes de Caracas (1972-1974)
- Investigadora invitada de la Unidad de Artes y Letras del Instituto Internacional de Estudios Avanzados, IDEA (1996 - 1998).
- Profesora asociada de la Universidad Central de Venezuela.

Adicionalmente, se ha desempeñado como investigadora, crítica literaria y ha escrito ensayos con una aguda mirada sobre la literatura y el arte, que han sido publicados en revistas nacionales e internacionales. Una de sus obras más difundidas, Sabor y saber de la lengua, agrupa un compendio de ensayos escritos entre 1974 y 1985, a través de los cuales reflexiona en torno a la lengua y sobre las obras de Octavio Paz, Guillermo Sucre, Marcel Proust y Franz Kafka.  
A través del tiempo, también ha escrito y publicado dos libros de poesía bien recibidos por la crítica.

### Renovación académica de la Universidad Central de Venezuela
A finales de la década de 1960, María Fernanda Palacios, conjuntamente con otras figuras de las letras venezolanas, promovió activamente la renovación académica de la Escuela de Letras de la Universidad Central de Venezuela (UCV).
Esta renovación, en la que también participaron Rafael Cadenas, Marco Rodríguez y Michaelle Ascencio, buscaba romper con un enfoque de enseñanza centrado en la historia panorámica de la literatura. En su lugar, promovió poner la atención en la lectura de los escritores y poetas, así como en el análisis de sus obras como medio para estudiar y comprender la literatura. Producto de esto, se fundó el Departamento de Literatura y Vida, que actualmente se mantiene en la Escuela de Letras y que constituye un elemento distintivo de la UCV.

### Temas
Aunque ha trabajado diversos temas literarios y culturales, es conocida por su investigación exhaustiva en torno a la figura de Ifigenia de Teresa de la Parra y en torno a los poetas rusos, especialmente Anna Ajmátova, a quien incluso ha traducido.

## Reconocimientos
- En 2009, la Universidad Central de Venezuela le otorgó el reconocimiento doctor honoris causa por sus invaluables aportes y su longevo compromiso con la academia.
- Fue homenajeada en el IV Festival de la Lectura de Chacao (2012), por su significativo aporte a la docencia y a la investigación literaria. En este evento, tuvo lugar la charla «Tres miradas sobre María Fernanda Palacios» en la que figuras como Michaelle Ascencio, Sandra Caula y Roberto Martínez Bachrich llevaron a cabo un conversatorio en torno a la obra y trayectoria de Palacios.[14]

## Obra
- Por alto/ por bajo (1974)
- Aproximación a la palabra escrita en Venezuela (1986)
- Sabor y saber de la lengua (1987)
- Mercedes Pardo: pintura y vida (1991)
- Ifigenia: Mitología de la doncella criolla (2001)
- El movimiento del grabado en Venezuela: una memoria (2003)
- Notas sobre la intolerancia (2005)[15]
- Y todo será cuento un día (2011)
- Teresa de la Parra. Obra escogida. 2 volúmenes. Edición y prólogo: María Fernanda Palacios. Caracas-México, Monte Ávila Editores / Fondo de Cultura Económica, 1992.
- La oscura raíz del grito: García Lorca y el mundo gitano andaluz
- Teresa de la Parra (1889-1936). Caracas, El Nacional / Banco del Caribe, 2005.